# Everson Lima
Everson, właśc. Everson Alan da Lima (ur. 1 lipca 1986, w Sorocaba w stanie São Paulo, Brazylia) – brazylijski piłkarz, grający na pozycji obrońcy.

## Kariera piłkarska

### Kariera klubowa
Wychowanek klubu Juventus São Paulo, w którym rozpoczął karierę zawodową w 2008 roku. W 2008 wyjechał za ocean, gdzie grał na Malcie w Tarxien Rainbows i w czeskim Dynamo Czeskie Budziejowice. W 2011 powrócił do ojczyzny i potem grał w klubach Atlético Monte Azul, Icasa Juazeiro do Norte, Red Bull Brasil, Volta Redonda FC i Paulista Jundiaí. Latem 2014 ponownie wyjechał do Europy i podpisał kontrakt z ukraińską Howerłą Użhorod. 12 grudnia 2014 kontrakt został anulowany. Potem wrócił do ojczyzny, gdzie bronił barw Comercial. W lipcu 2015 ponownie został piłkarzem Dynama České Budějovice.